# Квінта Брансон
Квінта Брансон (нар. 21 грудня 1989) — американська письменниця, продюсер, актриса та комікеса. Брансон набула популярності завдяки своєму самопродюсерському серіалу в Instagram "Дівчина, яка ніколи не була на гарному побаченні ". Вона продовжувала продюсувати та знімати контент для BuzzFeed Video, а також розробила два потокових серіалу з BuzzFeed Motion Pictures.
Вона є творчинею, виконавчою продюсеркою, сценаристкою і зіркою комедійного серіалу ABC Abbott Elementary (2021–дотепер). На 74-й церемонії вручення премії «Еммі» в прайм-тайм вона стала першою темношкірою жінкою, яку тричі номінували в категорії комедій, отримавши номінації за: "Кращий сценарій для комедійного серіалу " (яку вона виграла), "Кращий комедійний серіал " (як виконавча продюсерка) і "найкраща виконавиця головної ролі в комедійному серіалі". Брансон увійшла до списку 100 найвпливовіших людей 2022 року.
Брансон знімалася в серіалах iZombie, Single Parents і Miracle Workers.

## Молодість і освіта
Брансон народилася і виросла у Західній Філадельфії. Її ім'я означає «п'ята» іспанською мовою і означає, що вона молодша з п'яти дітей. Її мати, Норма Джин Брансон, викладала в дитячому садку. Вона була вихована Свідком Єгови.
Вона описувала себе як «одержиму» комедіями з часів, коли вона відвідувала Charter High School for Architecture & Design, і підживлювала свій інтерес, відвідуючи курс імпровізації. На другому курсі Брансон навчалася в Університеті Темпл і у Second City у Чикаго. Невдовзі після цього вона кинула навчання, щоб продовжити кар'єру комедійного кіно.

## Особисте життя
Брансон вийшла заміж за менеджера з продажу Кевіна Джея Аніка у вересні 2021 року

## Відзнаки
- 2022 — Time 100 найвпливовіших людей[13]
- 2022 р. — резолюція міської ради Філадельфії вшановує Брансон за створення Abbott Elementary[14]
- 2022 — The Hollywood Reporter's Women in Entertainment Power 100 list[15]